# A-Team
(Frase introduttiva delle prime quattro stagioni della serie)
A-Team (The A-Team) è una serie televisiva statunitense trasmessa dal 1983 al 1987 sul canale televisivo NBC. Il titolo si riferisce indirettamente agli "A-Teams", termine con cui si intendono gli Operational Detachments Alpha (ODA), ovvero dei distaccamenti operativi che rappresentano la formazione-base delle forze speciali dell'esercito statunitense, addestrate per la guerra non convenzionale e altre operazioni militari speciali.
Creata da Frank Lupo e Stephen J. Cannell, segue il filone del "militarismo buono", in cui l'uso di armi ingegnose e non convenzionali non comporta quasi mai la morte o il ferimento grave dei nemici, secondo un'impostazione tipica dell'intrattenimento popolare negli anni 1980. 
In Italia la serie è stata trasmessa per la prima volta da Rete 4 a partire dal 25 febbraio 1984 per la prima stagione, e le ultime quattro stagioni su Italia 1.
Nel 2010 è uscito nei cinema un film omonimo basato sulla serie televisiva.

## Trama
Un commando di ex-combattenti della guerra del Vietnam chiamato A-Team (Squadra A), un tempo appartenenti al 5th Special Forces Group "Berretti Verdi" dell'esercito degli Stati Uniti, viene accusato ingiustamente di aver rapinato la banca di Hanoi. Evasi in maniera rocambolesca, vivono in fuga, ricercati e braccati dalle autorità militari per un reato che non hanno mai commesso. I componenti della squadra sopravvivono prestando servizio come mercenari e venendo, nella quasi totalità degli episodi, assoldati da persone o da gruppi di persone oppresse da situazioni d'ingiustizia o di pericolo.
Grazie alle qualità militari e umane dell'A-Team, ogni episodio si risolve in maniera definitiva a favore dei più deboli. Pur essendo considerati mercenari dagli altri personaggi della serie, i membri dell'A-Team sono schierati sempre dalla parte del bene. Famoso è il furgone di P.E, un GMC Vandura nero e grigio con due strisce laterali rosse che si uniscono sullo spoiler superiore, usato come mezzo principale di trasporto e di azione dell'A-Team.
Catturato dalle autorità militari, nell'ultima stagione l'A-Team accetta la proposta di prestare servizio in missioni segrete del governo, sotto il comando del generale Hunt Stockwell, in alternativa alla pena di morte mediante fucilazione.

## Episodi
| Stagione         | Episodi | Prima TV originale | Prima TV Italia |
| ---------------- | ------- | ------------------ | --------------- |
| Prima stagione   | 14      | 1983               | 1984            |
| Seconda stagione | 23      | 1983-1984          | 1985            |
| Terza stagione   | 25      | 1984-1985          | 1986            |
| Quarta stagione  | 23      | 1985-1986          | 1987            |
| Quinta stagione  | 13      | 1986-1987          | 1988            |

## Personaggi e interpreti

### Personaggi principali
- John "Hannibal" Smith (stagioni 1-5), interpretato da George Peppard, doppiato da Gianni Musy (stagioni 1-2), Michele Kalamera (stagione 3-4), Emilio Cappuccio (stagione 5).
Colonnello, sempre a capo del gruppo e principale ideatore dei piani con cui l'A-Team porta sempre a compimento le proprie imprese, spesso si traveste, ad esempio nel mostro Acquamaniaco come comparsa in film di serie B, o nel lavandaio cinese Mr. Lee per contattare i clienti della squadra. È connotato dal fumare spesso sigari e dal portare sempre guanti di pelle nera, nonché dal famoso motto: «Vado matto per i piani ben riusciti».
- Templeton "Sberla" Peck (stagioni 1-5), interpretato da Dirk Benedict, doppiato da Carlo Cosolo.
Tenente, soprannominato "Faccia da sberla" o semplicemente "Sberla", è caratterizzato dal fascino che esercita sulle protagoniste femminili. Grazie alla sua immagine lontana dai canoni militari, riesce a ottenere gratuitamente, con raggiri e una dialettica suadente, ogni tipo di attrezzatura per portare a termine i piani dell'A-Team. È anche l'economo del gruppo e gli appartiene o si è procurato la casa in cui si riunisce l'A-Team. Nel primo episodio della serie (The Mexican Slayride), l'attore scelto per il personaggio di Sberla era Tim Dunigan, poi sostituito perché non adatto al personaggio e troppo giovane per essere credibile nei panni di un veterano della guerra del Vietnam.
- H. M. "Howling Mad" Murdock (stagioni 1-5), interpretato da Dwight Schultz, doppiato da Roberto Pedicini (stagioni 1-2) e da Saverio Moriones (stagioni 3-5).
Capitano, abbreviato di solito in "H. M. Murdock", è un ottimo pilota di aerei, di elicotteri e di qualunque cosa in grado di volare, sofferente di una lieve e simpatica pazzia, da cui viene completamente riabilitato nella quinta stagione della serie. Non è ricercato dalle autorità militari come gli altri membri dell'A-Team, ma deve essere spesso liberato dalla casa di cura in cui è ricoverato. Splendidi i suoi battibecchi con P. E. Baracus. Murdock rappresenta l'ancora di salvataggio della squadra in molti episodi della serie: se Hannibal, P. E. e Sberla vengono fatti prigionieri, con il suo essere "esterno" molto spesso salva dai guai l'A-Team.
- Bosco Albert "P.E." Baracus (stagioni 1-5), interpretato da Mr. T, doppiato da Luigi Montini (stagioni 1-2) e da Bruno Alessandro (stagioni 3-5).
Sergente, soprannominato "Pessimo Elemento" e abbreviato di solito in "P.E." Baracus[5], col suo carattere ruvido e la sua muscolatura imponente rappresenta il "braccio forte" dell'A-Team, anche per le sue indiscusse qualità di meccanico. È caratterizzato dal taglio "alla mohicana" dei capelli, dalle vistose collane d'oro, dai numerosi anelli su quasi ogni dito e dagli orecchini piumati. Adora il latte e nel tempo libero lavora come volontario in un centro che accoglie bambini poveri o provenienti da famiglie problematiche. Ha il terrore di volare e, ogni volta che la squadra deve spostarsi utilizzando elicotteri o aerei, viene prima, con astuti stratagemmi, sedato per tutta la durata del volo. Anche per questa ragione è sempre in conflitto con Murdock, il pilota dell'A-Team. È suo il furgone nero su cui si muove la squadra.

### Personaggi secondari
- Colonnello Lynch, Colonnello Decker, Colonnello Briggs e il Generale "Bull" Fulbright[6]
Danno la caccia all'A-Team, senza riuscire a catturarlo.
- Amy Amanda "Triple A" Allen (stagioni 1-2), interpretata da Melinda Culea.
Intrepida giornalista che, nel tentativo di documentare le vicende dell'A-Team, ne viene spesso coinvolta.
- Frankie "Dishpan" Santana (stagione 5), interpretato da Eddie Velez, doppiato da Claudio De Angelis.
È un esperto di effetti speciali che diviene membro a tutti gli effetti dell'A-Team. Nel rapporto con le donne è simile a Sberla.
- Tanya Backer (stagioni 2-3), interpretata da Marla Heasley, doppiata da Monica Gravina.
È un'amica di Amy Allen che, come lei, partecipa con l'A-Team alle loro spericolate avventure. Lascia il gruppo per rimanere con il marito, salvato in Brasile nella foresta amazzonica, dopo una dura lotta con un gruppo neonazista durante una missione dell'A-Team.
- Hunt Stockwell (stagione 5), interpretato da Robert Vaughn, doppiato da Carlo Sabatini.
Generale, è uno dei più grandi esperti di armi e piani di guerra. Dapprima incastra l'A-Team, ma subito dopo decide di aiutarli e mette la squadra a lavorare per lui in missioni segrete.

## Adattamento cinematografico
L'11 giugno 2010 è uscito nelle sale cinematografiche statunitensi l'adattamento cinematografico della serie televisiva, A-Team, prodotto dalla 20th Century Fox. Ambientato ai giorni nostri, vede i protagonisti operanti in Iraq invece che in Vietnam. Del cast del film fanno parte Liam Neeson nel ruolo del colonnello John "Hannibal" Smith, Bradley Cooper nel ruolo di "Sberla", Sharlto Copley nel ruolo di Murdock e Quinton "Rampage" Jackson nel ruolo di "P. E. Baracus".